# Henning Borggräfe
Henning Borggräfe (* 1981 in Herdecke) ist ein deutscher Zeithistoriker und Direktor des NS-Dokumentationszentrums der Stadt Köln.

## Werdegang
Borggräfe legte 2001 sein Abitur an der Rudolf-Steiner Schule in Hagen ab. Nach seinen Bachelor- und Master-Abschlussarbeiten, die sich der Erforschung des Nationalismus bzw. des Nationalsozialismus gewidmet hatten, wurde Borggräfe 2012 an der Fakultät für Geschichtswissenschaft der Ruhr-Universität Bochum mit einer Studie über die Zwangsarbeiterentschädigung promoviert. Dort und am Kulturwissenschaftlichen Institut Essen war er an verschiedenen zeithistorischen Forschungsprojekten beteiligt. Von 2014 bis 2022 war Borggräfe für die Arolsen Archives (bis 2019: International Tracing Service) in Bad Arolsen tätig, wo er seit 2015 die Abteilung Forschung und Bildung leitete. Darüber hinaus arbeitet Borggräfe freiberuflich für das U.S. Holocaust Memorial Museum in Washington D.C. als Herausgeber eines Bandes der Encyclopedia of Camps and Ghettos. Zum 1. November 2022 übernahm er in der Nachfolge von Werner Jung die Direktion des NS-Dokumentationszentrums der Stadt Köln.
Borggräfe ist Alumnus des Kulturwissenschaftlichen Instituts Essen und Vorstandsmitglied im Arbeitskreis der NS-Gedenkstätten und -Erinnerungsorte in Nordrhein-Westfalen.
Schwerpunkte seiner Forschungen sind die Gesellschaft im Nationalsozialismus, die wissenschaftliche Aufarbeitung der Verbrechen des NS-Regimes und die Geschichte der NS-Verfolgung sowie die Digital History.
Borggräfe publiziert im Kölner Stadt-Anzeiger im Wechsel mit Jens-Christian Wagner die Kolumne Brandbriefe. Zwischen Köln und Buchenwald .

## Auszeichnungen
- 2014 erhielt er für seine Dissertation den 1. Preis des Dissertationspreises Kulturwissenschaften für hervorragende Dissertationen in den Geistes-, Sozial- und Kulturwissenschaften des Fördervereins des Kulturwissenschaftlichen Instituts Essen und der Stiftung für Kulturwissenschaften (KWI) Essen.[9]

## Publikationen (Auswahl)
- (Hrsg.) mit Akim Jah: Deportations in the Nazi Era. Sources and Research (= Arolsen Research Series. Band 2). De Gruyter, München 2022, ISBN 978-3-110742-30-5 (De Gruyter, PDF).
- mit Daniel Lörcher, Andreas Kahrs, Margit Vogt: Fußballer im Fokus. Bildungsmaterial zu Sport, Verfolgung und Erinnerung. Arolsen Archives – International Center on Nazi Persecution, Bad Arolsen [2021] (arolsen-archives.org PDF).
- (Hrsg.) mit Christian Höschler, Isabel Panek: Tracing and Documenting Nazi Victims Past and Present (= Arolsen Research Series. Band 1). De Gruyter, München 2020, ISBN 978-3-110661-60-6 (De Gruyter, PDF).
- mit Christian Höschler, Isabel Panek: A Paper Monument. The History of the Arolsen Archives. Catalogue of the Permanent Exhibition, Bad Arolsen 2019, ISBN 978-3-948126-01-8 (arolsen-archives.org, PDF).
- (Hrsg.) mit Akim Jah, Nina Ritz, Steffen Jost: Rebuilding Lives – Child Survivors and DP Children in the Aftermath of the Holocaust and Forced Labor (= Freilegungen, International Tracing Service Yearbook. Band 6). Wallstein, Göttingen 2017, ISBN 978-3-8353-3014-6.
- (Hrsg.): Wege, Orte und Räume der NS-Verfolgung (= Jahrbuch des International Tracing Service. Band 5). Wallstein, Göttingen 2016, ISBN 978-3-8353-1925-7.
- Zwangsarbeiterentschädigung. Vom Streit um »vergessene Opfer« zur Selbstaussöhnung der Deutschen (= Beiträge zur Geschichte des 20. Jahrhunderts. Band 16) (zugleich: Dissertation, Ruhr-Universität Bochum, 2012). Wallstein, Göttingen 2014, ISBN 978-3-8353-1413-9.
- Schützenvereine im Nationalsozialismus. Pflege der »Volksgemeinschaft« und Vorbereitung auf den Krieg (= Forum Regionalgeschichte. Band 16) (zugleich: Master-Arbeit, Ruhr Universität Bochum, 2008; Betreuer: Constantin Goschler (Zusammenfassung)). Ardey, Münster 2010, ISBN 978-3-87023-110-1.
- mit Christian Jansen: Nation – Nationalität – Nationalismus (= Historische Einführungen. Band 1). Campus, Frankfurt am Main 2007, ISBN 3-593-38449-3, 2. überarbeitete Auflage 2020, ISBN 978-3-5935-1197-9.